# Orașul paralel
Format:Infobox theatre production
Orașul Paralel este un proiect de teatru imersiv desfășurat în Timișoara, România, realizat între 2021 și 2023, sub forma unei trilogii de spectacole în cartiere istorice (Iosefin, Fabric și Elisabetin), parte a programului Timișoara – Capitală Europeană a Culturii 2023.

## Context și concept
Conceput de dramaturgul Peca Ștefan și regizoarea Ana Mărgineanu, proiectul a fost coordonat de Asociația Culturală Diogene și Teatrul Maghiar de Stat „Csiky Gergely”, în coproducție cu Teatrul German de Stat Timișoara și Teatrul Merlin, cu sprijinul Centrului de Proiecte Timișoara, Universitatea Politehnica Timișoara, PopUp Theatrics și al altor instituții.
Spectacolele au fost concepute ca experiențe urbane imersive: publicul traversează trasee performative în spații reale, interacționând cu personaje și decoruri integrate în mediul urban.

## Structura trilogiei
Inspirat de modelul imersiv al seriei Broken City din New York, care exploatează unicitatea cartierelor prin povești paralele pentru public mobil, Orașul Paralel a fost conceput ca o trilogie urbană în fiecare ediție:
- Orașul Paralel: Iosefin (2021): Spectacol itinerant cu trasee multiple, care urmăresc personaje în contexte ficționale legate de realitățile migranților și refugiaților.[7][8]
- Orașul Paralel: Fabric (2022): Povestea unei tinere care revine să investigheze dispariția mamei sale în cartierul Fabric, cu elemente de aplicație mobilă și puzzle quest într-un spațiu neconvențional (Centrul Reformat „Noul Mileniu”).[9][10]
- Orașul Paralel: Party în Elisabetin (2023): Ultima parte a trilogiei, o experiență „Wonderland teatral imersiv” cu trasee tematice și multiple rute performative.[11][12]

## Reacții și cronici
Proiectul Orașul Paralel a fost analizat și comentat de numeroase publicații culturale și generaliste, care au evidențiat caracterul inovator al formatului imersiv, integrarea spațiului urban în narațiune și capacitatea de a implica activ publicul în construcția poveștii.
- DW România l-a descris ca un „vis la final de stagiune”, evidențiind originalitatea și impactul emoțional al spectacolului.[13]
- InBine.ro a remarcat natura inedită a spectacolului, prin care publicul devine parte a poveștilor cartierelor.[14]
- Bogdan Burileanu (LiterNet) a apreciat modul în care narativul se desfășoară în spațiul urban real, ireal de autentic:[8] „Formula de desfășurare… pe urmele Victoriei… trecerea acelor simbolice linii paralele… Aici… teatrul bate filmul.”
- Mihai Brezeanu (LiterNet) despre episodul Fabric:[15]: „…suita noastră de alegeri… libertate” – un spectacol despre alegerile fiecăruia.

- Vestul Dramatic a subliniat caracterul regenerativ al experienței teatrale:[16] „…un vârtej regenerator… o experiență de restart a propriei vieți.”

## Moștenirea culturală
În urma includerii sale în programul Timișoara – Capitală Europeană a Culturii 2023, Orașul Paralel a fost menționat în rapoartele oficiale de evaluare și narative ale Centrului de Proiecte Timișoara drept un exemplu de proiect imersiv care activează cartierele istorice și implică direct comunitatea.
Proiectul a continuat după anul 2023 sub titlul „Orașul Paralel: Călătoria continuă”, păstrând formatul itinerant și imersiv, dar extinzând tematicile și spațiile implicate. Această continuare a fost susținută în cadrul inițiativelor post-2023 menite să valorifice moștenirea culturală și infrastructura creată în perioada Capitalei Europene a Culturii.